# Substans (filosofi)
Substans (av latinets substantia — det som ligger till grund) används inom filosofin för att beteckna det grundläggande, det självständiga. Substansen tänks vara den entitet i ett objekt som "bär" objektets alla egenskaper. Några viktiga filosofer som har arbetat med begreppet substans är Aristoteles, Descartes, Leibniz och Spinoza. Bertrand Russell pekar i Västerlandets filosofi (1945) ut Parmenides som den filosof som skapade substansbegreppet, även om Parmenides själv inte använde den termen.